# Procalpurnus
Procalpurnus is een geslacht van weekdieren uit de klasse van de Gastropoda (slakken).

## Soorten
- Procalpurnus lacteus (Lamarck, 1810)
- Procalpurnus semistriatus (Pease, 1863)